# 千葉ロッテマリーンズ (ファーム)
千葉ロッテマリーンズ（ちばロッテマリーンズ、Chiba Lotte Marines）のファームは、日本のプロ野球球団・千葉ロッテマリーンズの下部組織として設置されているファームチームである。イースタン・リーグの球団のひとつ。

## 本拠地
1989年より埼玉県さいたま市南区のロッテ浦和球場を本拠地としている。

### 過去の本拠地
- 東大球場→市川市国府台球場→川口市営球場→東京証券グラウンド（富士見市）[1]
- 1980年 - 1981年‥川崎市等々力第2球場[1]
  - 基は（横浜）大洋ホエールズ二軍用の試合会場・練習場である「大洋多摩川グラウンド」だったが、ホエールズ二軍の試合会場が横浜市戸塚区にあった「保土ヶ谷大洋球場」（横浜スポーツマンクラブより賃貸契約を結ぶ）に移転したため、その空を利用して、2軍の試合会場・練習場としていた。
  - この間、川崎球場が1軍で使用されていないか、1軍の主催試合がナイトゲームである場合は2軍戦でも川崎球場を使用していた時期がある。1982年に下水道処理施設「等々力環境センター」[2]の整備に伴い等々力第2球場自体が閉鎖された[1]。
- 1982年 - 1988年‥青梅球場（東京都青梅市）

### 本拠地移転構想
2023年12月、チームの育成機能の強化などを目的として、2軍本拠地やトレーニング施設、選手寮の移転を検討していることをロッテ球団社長の高坂俊介が明らかにした。1軍の本拠地球場であるZOZOマリンスタジアム（千葉市）から車で1時間以内にある千葉県内や茨城県南部が候補地としており、2024年に公募を行い、2025年夏頃までに移転先を決定するとしている。
これに向けて、千葉市が約11万㎡以上の土地所有者を募集することになった。公募の条件として、2軍の試合会場となる硬式野球場の他、合宿所や室内練習所などが整備でき、向こう20年以上利用できることなどを挙げ、千葉市内で1・2軍の本拠地を集約することによって地元の企業・団体などとの地域連携強化を図ることを目的としている。
本拠地の公募は2024年2月16日から同年3月31日の間に行われ、同年4月15日に県外を含む31の自治体から応募があったと発表。同年9月30日に千葉県と茨城県のそれぞれ2自治体に絞り込んだことを明らかにした。
その後、自治体との間で意見交換を行った結果、2025年3月25日に千葉県君津市を移転先候補として内定したことを発表。JR内房線君津駅から南1kmにある貞元地区の農地に建設するとしており、観客席付きの野球場などの主要施設を同市が整備し、球団が借用する形で2030年のシーズン開幕までに開業する予定。

## 歴史・概要
1950年、「毎日グリッターオリオンズ」（まいにちグリッターオリオンズ、Mainichi Glitter Orions）の名称で前年の2リーグ分裂に伴い創設された毎日オリオンズの二軍として発足。
1955年に創設されたイースタン・リーグ（第1期）に参加、16勝5敗で同年のリーグ戦を初優勝するも運営方針が定まらなかったことからリーグ戦は長期の中断を余儀なくされ、1961年にようやくイースタン・リーグ（第2期）が再開される。
この間、毎日は大映ユニオンズと合併し「毎日大映オリオンズ」（通称：大毎）となるが、リーグ再開時には一軍と同じ名称を使用している。なお、合併相手の大映は1957年に大映スターズと高橋ユニオンズが合併して発足した球団であるが、大映の前身・金星スターズの二軍である金星リトルスターズは、1948年に創設された急映チックフライヤーズと並ぶ日本最古のファームチームで、イースタン（第1期）には「大映ジュニアスターズ」の名称で参加していた。また、高橋（1955年はトンボユニオンズ）の二軍もイースタン（第1期）に「トンボBユニオンズ」の名称で参加していた。
その後、大毎は1964年に「東京オリオンズ」、1969年に「ロッテオリオンズ」となるが、1972年オフに一軍が東京スタジアムの閉鎖に伴い本拠地を喪失（ジプシー・ロッテを参照）して以降、二軍は音響機器メーカーのティアックが所有していた青梅球場を主に使用していた。しかし、1978年に一軍が川崎球場に落ち着いてからは川崎－青梅間の移動に時間がかかることから、1989年にロッテ浦和工場に隣接するロッテ浦和球場を開設。1992年に一軍が千葉県へ本拠地を移転し「千葉ロッテマリーンズ」となってからも引き続き使用されている。
2009年、選手に実戦経験を積ませることを目的として、読売ジャイアンツ二軍との連合チーム「シリウス」を結成。ロッテ浦和球場及びジャイアンツ球場で開催する「シリウスGAME」で社会人野球チームと対戦していたが、2010年で事実上休眠状態となった。これは3軍（育成選手等、支配下外選手）が各チームそれぞれで実践機会を求めて試合を行う機会が増えたためである。

## 沿革
- 1950年 「毎日グリッターオリオンズ」として創設
- 1955年 イースタン・リーグ（第1期）に参加
- 1958年 一軍が大映ユニオンズと合併したことに伴い「毎日大映オリオンズ」に改称
- 1964年 「東京オリオンズ」に改称
- 1969年 「ロッテオリオンズ」に改称
- 1989年 青梅球場からロッテ浦和球場へ本拠地を移転
- 1992年 一軍の千葉県への本拠地移転に伴い「千葉ロッテマリーンズ」に改称
- 2009年 巨人二軍及び育成選手との連合チーム「シリウス」を結成

## 歴代監督
- 1953年 ： 中根之
- 1955年 - 1957年 ： 片岡博国
- 1959年 - 1962年 ： 本堂保弥
- 1963年 - 1964年 ： 田中義雄
- 1965年 ： 田丸仁（第1次）
- 1966年 ： 濃人渉（第1次）
- 1967年 - 1968年 ： 坂本文次郎
- 1969年 - 1971年7月23日 ： 大沢啓二（第1次）
- 1971年7月24日 - 閉幕 ： 濃人渉（第2次） - 大沢とー軍・二軍の監督を入れ替え。
- 1972年 ： 坪内道則
- 1973年 ： 高木公男（第1次）
- 1974年 ： 田丸仁（第2次）
- 1975年 ： 高木公男（第2次）
- 1976年 ： 醍醐猛夫（第1次）
- 1977年 - 1982年 ： 高木公男（第3次）
- 1983年 ： 土居章助
- 1984年 - 1988年 ： 徳武定之
- 1989年 - 1990年 ： 木樽正明
- 1991年 - 1994年 ： 醍醐猛夫（第2次）
- 1995年 ： レン・サカタ（第1次）
- 1996年 ： 黒江透修
- 1997年 - 1998年 ： 山本功児
- 1999年 - 2001年 ： 平野謙
- 2002年 ： 醍醐猛夫（第3次）
- 2003年 ： 佐々木信行
- 2004年 - 2007年 ： 古賀英彦
- 2008年 - 2009年 ： レン・サカタ（第2次）
- 2010年 - 2011年 ： 高橋慶彦
- 2012年 - 2015年 ： 青山道雄
- 2016年 ： 山下徳人
- 2017年 ： 福澤洋一
- 2018年 - 2020年： 今岡真訪
- 2021年 - 2022年： 鳥越裕介
- 2023年 - ： サブロー